# Bolochowo (Kaliningrad)
Bolochowo (russisch Болохово, deutsch Grünkrug) ist ein verlassener Ort im Rajon Krasnosnamensk der russischen Oblast Kaliningrad.
Die Ortsstelle befindet sich an der Kommunalstraße 27K-187 zwei Kilometer südöstlich von Djatlowo (Neuweide).

## Geschichte
Der Grüne Krug bestand schon zur Zeit des Siebenjährigen Krieges. Er war ein sogenannter königlicher Amtskrug und Endpunkt einer befestigten Straße von Kussen aus. 1857 wurde Grünkrug in die Landgemeinde Grünwalde einbezogen.
Mit dieser kam er 1945 in Folge des Zweiten Weltkrieges mit dem nördlichen Ostpreußen zur Sowjetunion. 1947 erhielt er als eigenständiger Ort den russischen Namen Bolochowo und wurde gleichzeitig dem Dorfsowjet Wesnowski selski Sowet im Rajon Krasnosnamensk zugeordnet. Bolochowo wurde vor 1988 aus dem Ortsregister gestrichen.

## Kirche
Grünkrug gehörte zunächst zum evangelischen Kirchspiel Kussen und später zum evangelischen Kirchspiel Rautenberg.